# Phrynarachne decipiens
Phrynarachne decipiens es una especie de araña cangrejo del género Phrynarachne, familia Thomisidae. Fue descrita científicamente por Henry Ogg Forbes en 1883.

## Distribución
Esta especie se encuentra en Asia: Malasia e Indonesia.

## Tratamiento taxonómico
La especie aparece registrada y publicada en On the habits of Thomisus decipiens, a spider from Sumatra. Proceedings of the Zoological Society of London 51(4, 1883): 586–588, pl. 51.